# 维奇猪笼草
维奇猪笼草（学名：Nepenthes veitchii）是婆罗洲特有的热带食虫植物。其广泛分布于婆罗洲西北部。其种加词“veitchii”来源于维奇苗圃的主人，詹姆斯·维奇。
低地地区的树林中维奇猪笼草常附生，其以叶柄环抱树杆向上生长。而在高地地区泥炭沼泽的维奇猪笼草则多陆生。巴里奥地区的维奇猪笼草似乎严格陆生，未在该地区观察到其附生植株。此外，低地地区和高地地区的维奇猪笼草在形态上也有区别，低地变型比高地变型的唇窄。
维奇猪笼草被认为产于菲律宾的罗伯坎特利猪笼草（N. robcantleyi）之间存在着密切的近缘关系。其也与宝特瓶猪笼草（N. truncata）进行了比较。

## 植物学史
弗雷德里克·威廉·伯比奇在《园丁纪事》中描述了维奇猪笼草的生活习性：
|  | 维奇猪笼草，严格附生。除了在高20至100英尺的树干上，我从未在任何地方上看到过维奇猪笼草。其叶片对生，部分叶片环扣着树干，就像一个人环抱住树干一样。据我所知没有其他任何猪笼草具有这样的生活习性。 |

1865年，奥多阿多·贝卡利在山都望山山顶发现了维奇猪笼草。他对其发现叙述到：
|  | 这种猪笼草极为精致，罕见……部分标本可长达10英尺。该物种捕虫笼的笼口为黄色、垂直，特别突出显眼。其鲜艳的色彩可吸引昆虫进入其完美的捕虫笼中。 |

## 种下类群
以下为已被描述的维奇猪笼草的种下类群。但其现在都被认为是无效的，为裸名。
- Nepenthes veitchii f. barioensis Y.Fukatsu (1999) nom.nud.
- Nepenthes veitchii striata Veitch (1892) nom.nud.

## 自然杂交种
以下为已发现的维奇猪笼草的自然杂交种。
- N. albomarginata × N. veitchii[10]
- N. chaniana × N. veitchii[4]
- ? N. faizaliana × N. veitchii[4]
- N. fusca × N. veitchii[10][=?N. hurrelliana]
- N. hurrelliana × N. veitchii[11][=?(N. fusca × N. veitchii) × N. veitchii]
- N. lowii × N. veitchii[10]
- N. stenophylla × N. veitchii[10]

## 扩展阅读
- 食虫植物照片搜寻引擎中维奇猪笼草的照片 （页面存档备份，存于）

 维基共享资源上的相關多媒體資源：维奇猪笼草
 維基物種上的相關：维奇猪笼草